# Jonas De Roeck
Jonas De Roeck (Barcellona, 20 dicembre 1979) è un allenatore di calcio ed ex calciatore belga, di ruolo difensore, tecnico dell'Anversa.

## Biografia
Jonas De Roeck (Barcellona, 20 dicembre 1979) è un allenatore di calcio ed ex calciatore belga, noto per la sua carriera da difensore. Nato a Barcellona, Spagna, trascorse gran parte della sua infanzia vivendo in vari paesi, tra cui Stati Uniti e Inghilterra, grazie al lavoro del padre. Queste esperienze gli permisero di imparare diverse lingue. De Roeck iniziò la sua carriera calcistica nelle giovanili del Rochus Deurne, passando poi ai Park Sharon Tornados, Cobham e infine al Royal Antwerp FC. Debuttò in prima squadra nel 1999 con l'Anversa, dove rimase fino al 2001. Successivamente giocò per Lierse SK, Germinal Beerschot, KAA Gent e FC Augsburg in Germania. Concluse la sua carriera da calciatore nel 2015, tornando al Royal Antwerp FC. Dopo il ritiro, intraprese la carriera di allenatore, cominciando con il K. Lyra-Lierse e poi il Berchem Sport. Assunse la guida del Sint-Truiden nel 2017, per poi diventare vice allenatore e allenatore delle giovanili dell'Anderlecht. Nel 2021, divenne capo allenatore del KVC Westerlo, portando la squadra alla promozione in Jupiler Pro League. Nel 2024, fu nominato allenatore del Royal Antwerp FC.

## Palmarès

### Giocatore

#### Competizioni nazionali
- Tweede klasse: 1

Anversa: 1999-2000

### Allenatore

#### Competizioni nazionali
- Division 1B: 1

Westerlo: 2021-2022